# Nowa Wrona (Nowy Dwór Mazowiecki)
Pour les articles homonymes, voir Nowa Wrona.
Nowa Wrona (prononciation : [ˈnɔva ˈvrɔna]) est un village polonais de la gmina de Nasielsk dans le powiat de Nowy Dwór Mazowiecki de la voïvodie de Mazovie dans le centre-est de la Pologne.

## Histoire
De 1975 à 1998, le village appartenait administrativement à la voïvodie de Ciechanów.